# Estorf
Estorf là một đô thị ở huyện huyện Nienburg, trong bang Niedersachsen, nước Đức. Đô thị Estorf có diện tích 19,78 km².